# Przemysław Domański

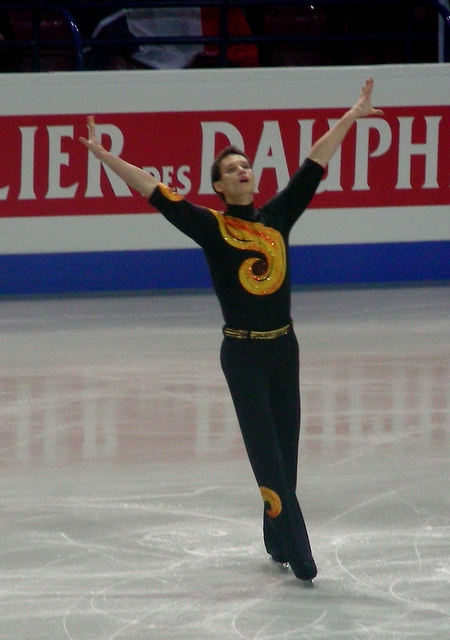
Przemysław Domański

Przemysław Domański (Warschau, 27 juni 1986) is een Poolse kunstschaatser.
Domański is actief als solist en wordt gecoacht door Maria Domagala. Zijn prestatie op het EK van 2009, hij behaalde de zeventiende plaats, was zijn beste resultaat tot nu toe. De drie scores op dit kampioenschap behaald waren nieuwe persoonlijke records.

## Persoonlijke records
|                     | punten | datum      | toernooi |
| ------------------- | ------ | ---------- | -------- |
| Hoogste totaalscore | 165.24 | 22-01-2009 | EK 2009  |
| Hoogste korte kür   | 60.03  | 21-01-2009 | EK 2009  |
| Hoogste lange kür   | 105.21 | 22-01-2009 | EK 2009  |

## Belangrijke resultaten
| Kampioenschap           | 2002   | 2003   | 2004 | 2005   | 2006 | 2007 | 2008   | 2009 | 2010 |
| ----------------------- | ------ | ------ | ---- | ------ | ---- | ---- | ------ | ---- | ---- |
| Olympische Spelen       |        |        |      |        |      |      |        |      | 28e  |
| Wereldkampioenschap     |        |        |      |        |      | 23e  |        | 23e  |      |
| Europees Kampioenschap  |        |        | 33e  |        | 28e  | 20e  |        | 17e  |      |
| Nationaal kampioenschap |        |        |      | Zilver | Goud | Goud | Zilver | Goud |      |
| WK junioren             |        | 23e    | 16e  | 14e    |      |      |        |      |      |
| NK Junioren             | Zilver | Zilver | Goud |        |      |      |        |      |      |